# Guarianthe guatemalensis
Guarianthe guatemalensis är en orkidéart som först beskrevs av Thomas Moore, och fick sitt nu gällande namn av Wesley Ervin Higgins. Guarianthe guatemalensis ingår i släktet Guarianthe och familjen orkidéer. Inga underarter finns listade i Catalogue of Life.

## Bildgalleri

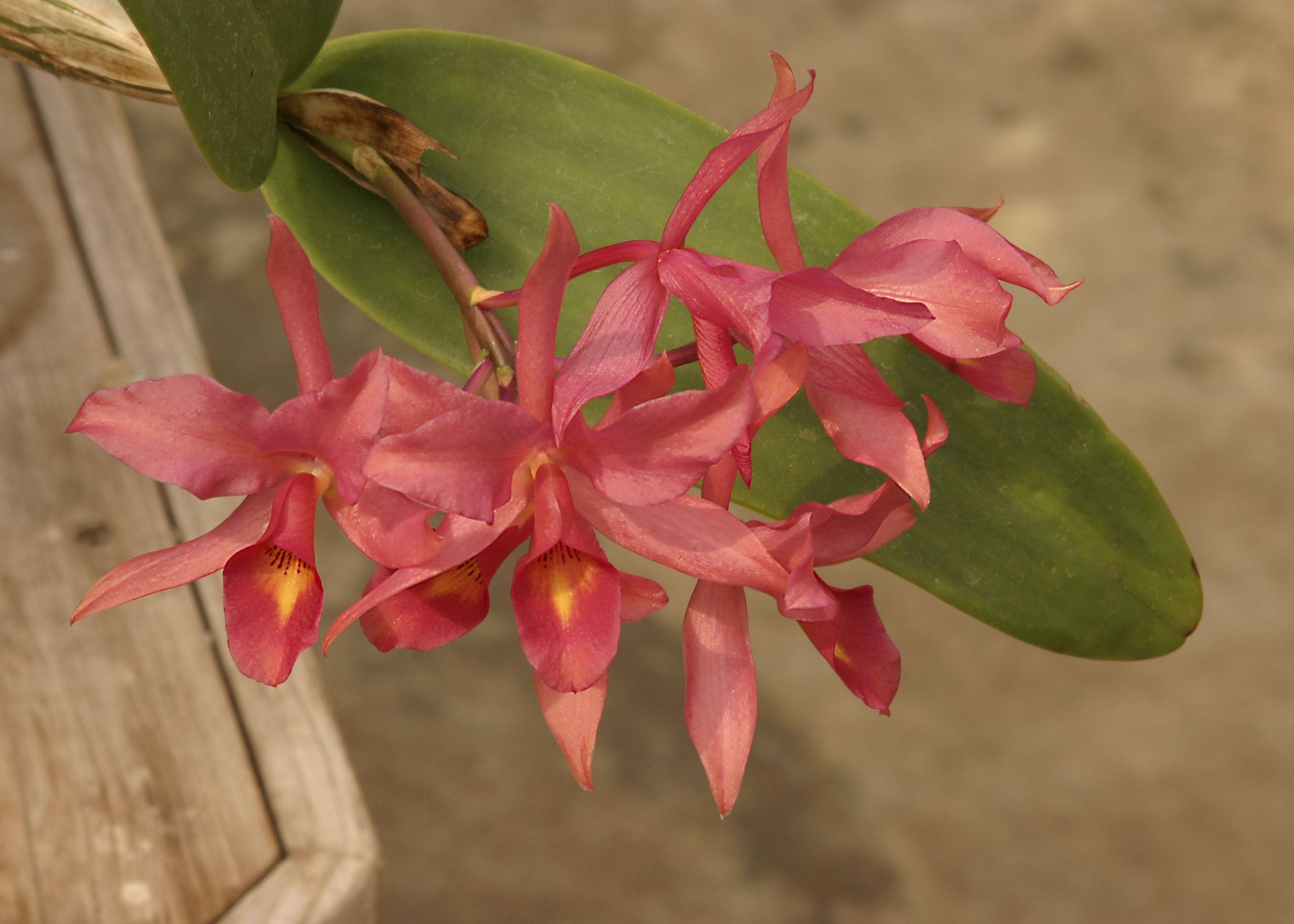
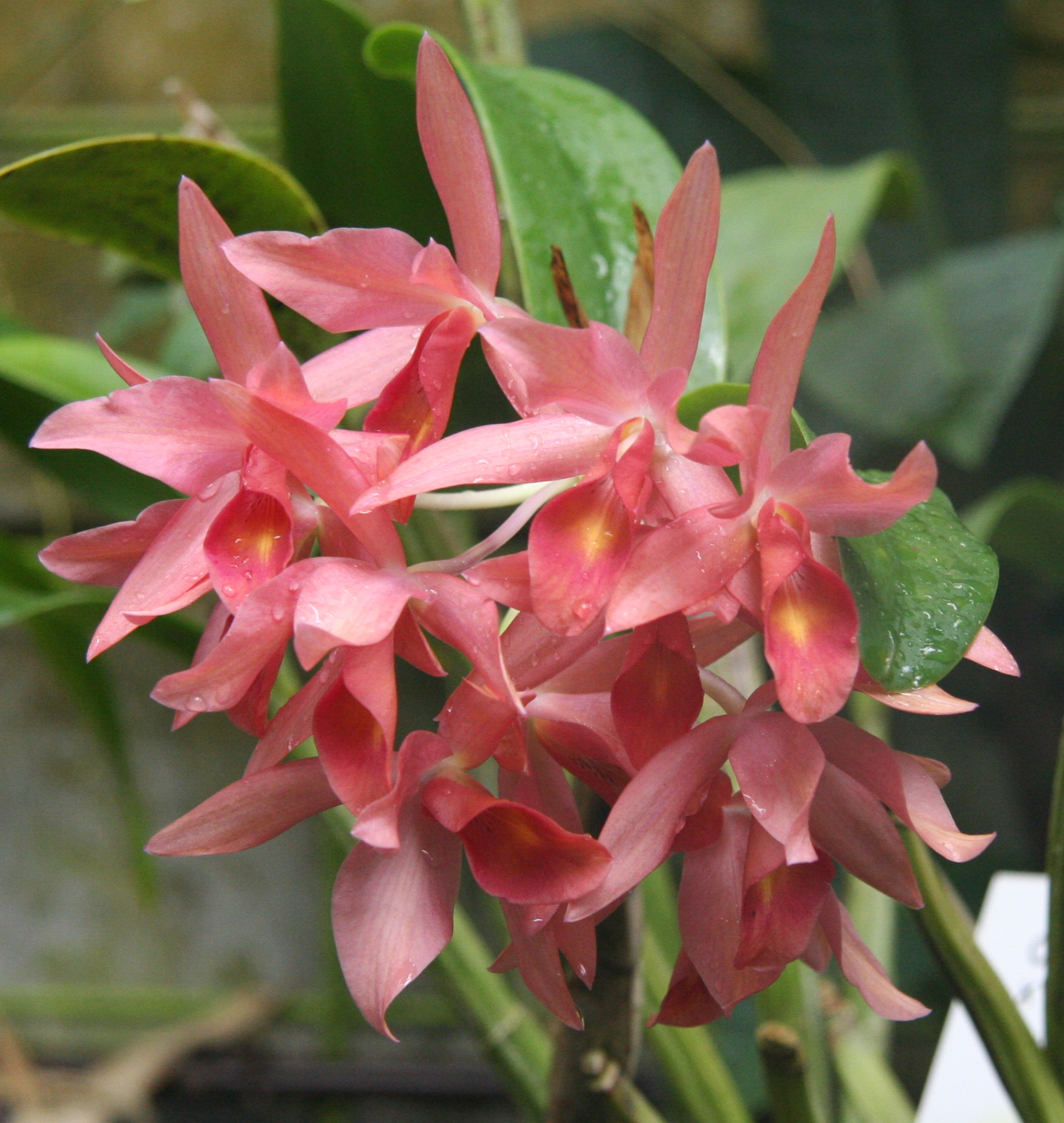
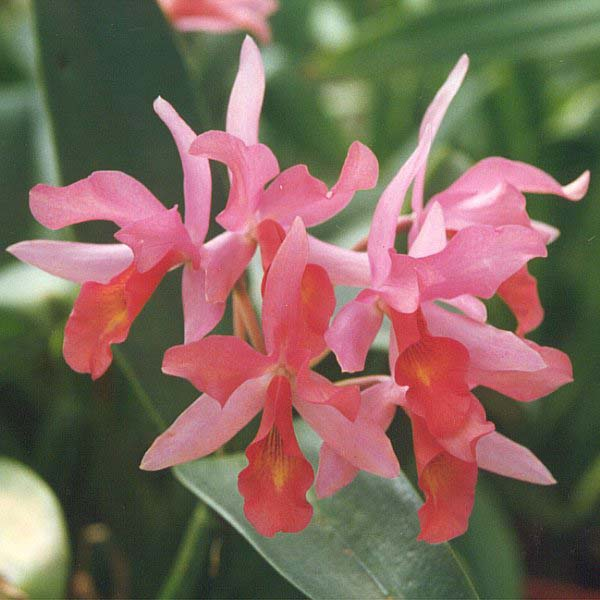
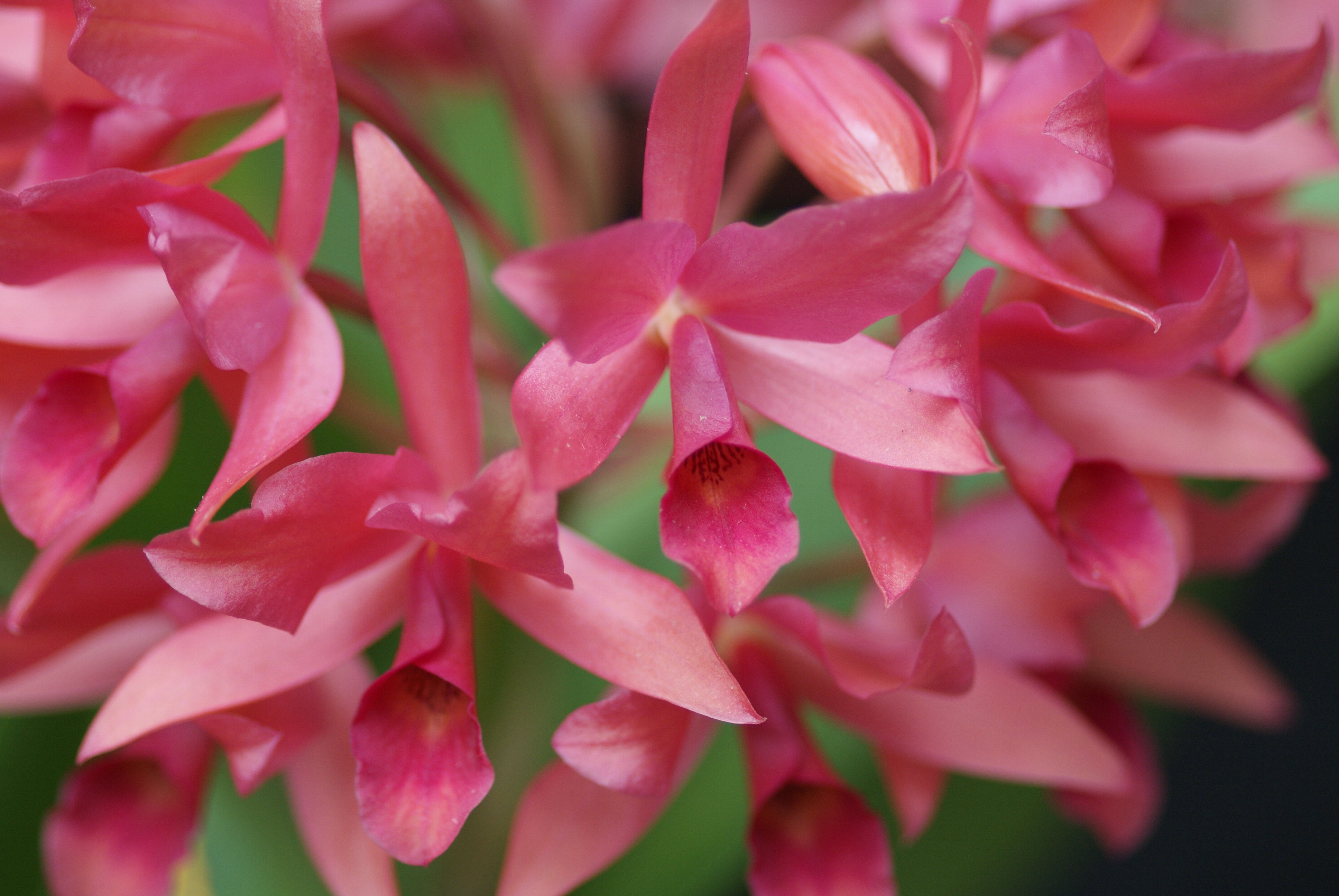